# Gladys Tantaquidgeon
Gladys Iola Tantaquidgeon (Uncasville, 15 de junho de 1899 – Uncasville, 1 de novembro de 2005) foi uma médica da tribo Mohegan, antropóloga, autora, membro do conselho tribal e anciã com sede em Connecticut.
Quando jovem, ela foi selecionada por mulheres idosas para treinamento em farmacologia e cultura tradicionais. Ela estudou antropologia na Universidade da Pensilvânia com Frank Speck. A partir de 1934, Tantaquidgeon trabalhou com o Gabinete de Assuntos Indígenas por mais de uma década, incluindo vários anos entre as tribos nativas americanas ocidentais. Junto com seu pai e irmão, em 1931 ela fundou o Tantaquidgeon Indian Museum, a propriedade mais antiga a ser e operada por nativos americanos.
Ela publicou vários livros sobre medicina tradicional nativa americana e cura com plantas. Durante anos, ela preservou registros vitais e correspondências de membros tribais, o que provou ser essencial para defender o reconhecimento federal, que o Mohegan recebeu em 1994. Naquele ano, Tantaquidgeon foi introduzido no Hall da Fama das Mulheres de Connecticut.

## Biografia

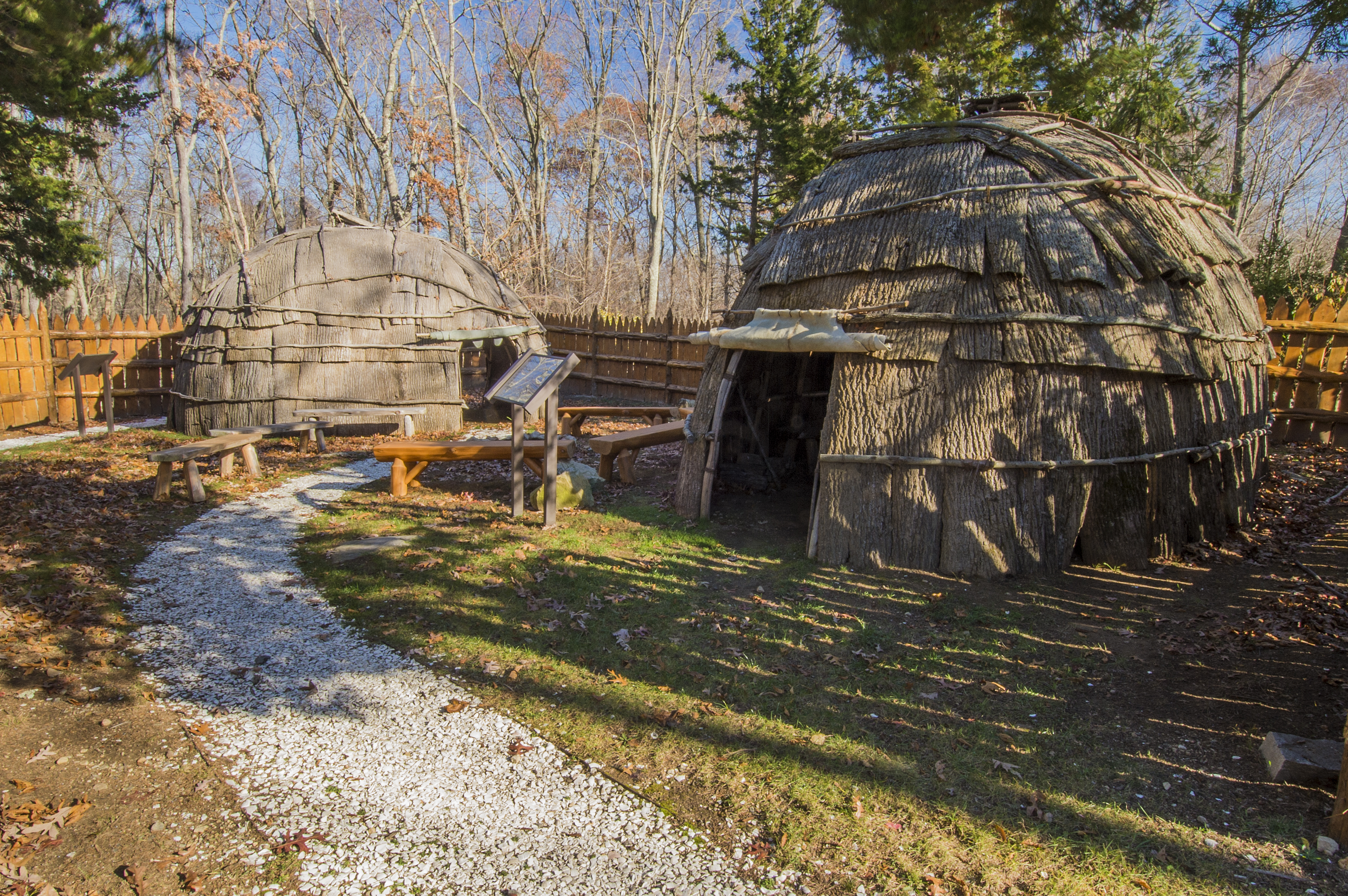
Tantaquidgeon Indian Museum, tribo de Mohegan fundado e construído em 1931

Gladys Tantaquidgeon  foi a terceira de sete filhos da tribo Mohegan, John e Harriet Fielding Tantaquidgeon. Eles moravam em Mohegan Hill em Quinnetucket (Uncasville, no Condado de New London, Connecticut). Ela era uma descendente de 10.ª geração do chefe mohegan Uncas, que era proeminente na era colonial. Culturalmente, a tribo Mohegan é algonkiana; linguisticamente, eles falam uma das muitas línguas algonquinas. Na infância, Gladys aprendeu práticas, crenças e conhecimentos tradicionais de nanus, respeitadas mulheres anciãs. Aos cinco anos, o nanus tribal a escolheu para ser alfabetizada nas tradições da cultura Mohegan. Um de seus mentores foi o tradicionalista mohegan Fidelia Fielding (1827–1908). De Fielding, ela aprendeu os caminhos dos makiawisug que guardam as plantas curativas. Outra mentora foi sua tia materna, Nanu Emma Fielding Baker (1828–1916). Em 1992, Baker foi eleita postumamente pela tribo como a Mohegan Tribal Medicine Woman e foi introduzida no Hall da Fama das Mulheres de Connecticut por seu trabalho em educação e preservação. Gladys começou a estudar com sua tia em 1904, especializando-se em fitoterapia tradicional e frequentando aulas em escolas locais.
Em 1919, aos 20 anos, Tantaquidgeon frequentou a Universidade da Pensilvânia para estudar antropologia. O antropólogo da Penn, Frank Speck, conheceu Gladys quando criança, enquanto trabalhava com sua nanu Fidelia Fielding. Quando Gladys tinha idade suficiente, Speck a convidou para estudar com ele na Penn; ele arranjou alojamento com estudantes estrangeiros em sua casa em Swarthmore, matriculou-a em aulas e a alistou como assistente de campo para ampliar sua compreensão das culturas nativas americanas. Tantaquidgeon, posterirmente, fez trabalho de campo relacionado aos Lenape e outras tribos algonquianas orientais. Ela expandiu seu conhecimento da farmacopeia tradicional pesquisando práticas de fitoterapia entre muitas tribos relacionadas da Costa Leste.
De 1934 a 1947, na época do Indian Reorganization Act e do Indian New Deal sob a administração do presidente Franklin D. Roosevelt, Tantaquidgeon começou a trabalhar com o Gabinete de Assuntos Indígenas dos Estados Unidos. Ela foi contratada em 1934 sob a Lei Wheeler-Howard para administrar benefícios de serviço social para os índios. No início, ela foi designada para a Reserva Indígena Yankton Sioux em Dakota do Sul.
Em 1938, Tantaquidgeon foi transferida para o Conselho de Artes e Ofícios da Índia para servir como "Especialista em Artes Nativas". Trabalhando nas Dakotas, Montana e Wyoming, ela ajudou artesãos indígenas a preservar habilidades e artes tradicionais. Além disso, ela os ajudou a formar cooperativas e outras instituições para a venda e gestão de suas artes. Ela desenvolveu maneiras para as tribos reviverem suas práticas culturais. De acordo com a historiadora tribal Mohegan Melissa Fawcett, enquanto trabalhava para o Conselho Federal de Artes e Ofícios da Índia, Tantaquidgeon também ajudou a preservar costumes que haviam sido proibidos no século XIX, como a Dança Fantasma e a Dança do Sol. Parte do trabalho de Tantaquidgeon era encorajar a restauração dessas e de outras práticas tradicionais anteriormente proibidas.
Em 1931, Tantaquidgeon trabalhou com seu irmão Harry, um ex-chefe, e seu pai John para fundar o Tantaquidgeon Indian Museum. É o museu mais antigo de propriedade e operado por nativos americanos. Depois de concluir seu serviço no governo em 1947, Tantaquidgeon retornou a Mohegan Hill, Uncasville. Ela trabalhou em tempo integral no museu pelos próximos 50 anos, até 1998.
Como bibliotecária na Prisão Feminina Niantic, no final da década de 1940, Tantaquidgeon ajudou mulheres de minorias. Durante as décadas de 1970 e 1980, ela também serviu no Conselho Tribal Mohegan, incentivando a preservação e o renascimento dos costumes e línguas tribais. Durante o século XX, Tantaguidgeon serviu como o guardião especial de Mohegan Hill.
Tantaquidgeon publicou vários livros em sua vida sobre fitoterapia tradicional. Seu trabalho mais conhecido, A Study of Delaware Indian Medicine Practices and Folk Beliefs (1942) foi reimpresso em 1972, 1995 e 2000 como Folk Medicine of the Delaware and Related Algonkian Indians . Em 1992, ela foi eleita como a Mulher da Medicina Tribal do Mohegan. Ela preservou vários registros e correspondências tribais em caixas debaixo de sua cama. Estes provaram ser críticos como documentação para ajudar o caso da tribo para o reconhecimento federal. A tribo provou a continuidade da comunidade e foi reconhecida federalmente em 1994, como parte de um assentamento vinculado à sua reivindicação pelas terras que compõem a atual reserva Mohegan.
A Dra. Gladys Tantaquidgeon era a tia-avó de Melissa Tantaquidgeon Zobel, uma autora e a atual Mohegan Medicine Woman. 

## Legado, prêmios e homenagens
- Como uma "modelo excepcional", Tantaquidgeon foi premiada com o 'Tiffany Jewel' pela Universidade de Connecticut.
- Prêmio Amigo da Educação da Connecticut Education Association
- Por "esforço consistente na área de justiça social", ela recebeu o Prêmio Harriet Tubman da Organização Nacional para Mulheres em 1996.[12]
- Ela recebeu doutorados honorários da Universidade de Connecticut (Doutor em Letras Humanas, 1987) e da Universidade de Yale (1994).
- Em 1994, ela foi introduzida no Hall da Fama das Mulheres de Connecticut.
- Seu 100º aniversário, 15 de junho de 1999, foi declarado como 'Gladys Tantaquidgeon Day' pelo Gov. John G. Rowland de Connecticut;[13] e foi marcado no Congresso dos EUA pelo Excelentíssimo Sam Gejdenson.[14]
- Sua semelhança foi esculpida em basswood sagrado e reside na Reserva Mohegan.[11]